# いなべ市長
いなべ市長（いなべしちょう）は、三重県いなべ市の首長である。

## 概要
いなべ市は2003年12月1日に旧員弁郡の4町が合併して発足した市である。合併に伴い、関係町長が失職することに伴う市長職務執行者は、藤原町長であった伊藤正俊が就任した。合併に伴う初代市長選挙は、2003年12月21日に行われ、大安町長であった日沖靖が員弁町長であった太田義明を破り、当選。以後、5期連続当選を果たす。

## 歴代市長
| 代             | 氏名     | 就任年月日     | 退任年月日     | 備考       |
| -------------- | -------- | -------------- | -------------- | ---------- |
| 市長職務執行者 | 伊藤正俊 | 2003年12月1日  | 2003年12月21日 | 旧藤原町長 |
| 初代-5代       | 日沖靖   | 2003年12月21日 | 現職           |            |

## 市長選挙結果

### 2019年
2019年11月17日に告示した結果、無投票により日沖靖が再選。投開票執行予定日は11月24日。

### 2015年
- 2015年11月22日実施[2]

※当日有権者数：36,116人 最終投票率：59.93%（前回比：pts）
| 候補者名   | 年齢 | 所属党派 | 新旧別 | 得票数   | 得票率 | 推薦・支持 |
| ---------- | ---- | -------- | ------ | -------- | ------ | ---------- |
| 日沖靖     | 56   | 無所属   | 現     | 14,002票 | %      |            |
| 安田喜正   | 66   | 無所属   | 新     | 5,093票  | %      |            |
| 西井まりこ | 30   | 無所属   | 新     | 2,387票  | %      |            |

### 2011年
2011年11月20日に告示した結果、無投票により日沖靖が再選。投開票執行予定日は11月27日。

### 2007年
2007年11月18日に告示した結果、無投票により日沖靖が再選。投開票執行予定日は11月25日。

### 2003年
- 2004年10月31日実施[3]

※当日有権者数：35,496人 最終投票率：74.41%（前回比：pts）
| 候補者名 | 年齢 | 所属党派 | 新旧別 | 得票数   | 得票率 | 推薦・支持 |
| -------- | ---- | -------- | ------ | -------- | ------ | ---------- |
| 日沖靖   | 44   | 無所属   | 新     | 16,607票 | %      |            |
| 太田嘉明 | 82   | 無所属   | 新     | 9,568票  | %      |            |